# 瓦里觉乡
瓦里觉乡，是中华人民共和国四川省凉山彝族自治州越西县曾经下辖的一个乡。2017年撤销，划归拉吉乡。

## 行政区划
瓦里觉乡撤销前下辖以下地区：
石门村、竹林村、叶祖村、且门村、瓦里觉村和依达村。